# 幼虫
幼虫（ようちゅう）は、昆虫、クモ類、多足類(ムカデ類は除く)など陸生節足動物の幼生の総称である。卵から産まれて成虫になるまで（蛹の期間がある場合はそれ以前）の間の成長過程のものを指す。昆虫においては、特に完全変態のものに限って幼虫といい、不完全変態の幼生を若虫（わかむし）といって区別することがある。そのなかでも、等翅目では、初期の翅原基が外部から認められないものを幼虫、後期の翅原基が外部から現れたものを若虫と区別し、総翅目ではさらに若虫の前に翅原基を生じるが、その段階を前若虫と呼ぶ。

## 一般的特徴
一般的な幼虫と成虫の違いは、大きさが小さいこと、翅がないか又はごく小さいこと、生殖器が未発達であること、脱皮して大きくなることである。形や性質は成虫とほぼ同じものから全く異なるものまで様々である。
幼虫と成虫がほとんど同じ姿のものはコムシなど原始的な昆虫では普通で、バッタなども幼虫と成虫がかなり似た姿と生活をしている。しかし、はっきりと異なる姿のものも多く、完全変態をするものは大抵大きく異なる。不完全変態のものであっても、トンボのように幼虫が水棲の例やセミのように地中生活の例など、はっきりと異なった姿と生活を持つ例が少なくない。昆虫において、このように親と子が異なった生活をすることは、親子間での競争を避ける意味があるものともいわれている。
幼虫は脱皮しながら大きくなるが、成虫までの脱皮回数は種によって決まっている。幼虫の成長段階は脱皮回数によって表し、孵化直後の幼虫を一齢幼虫、一回目の脱皮後の幼虫を二齢幼虫などと言う。ただし成虫、あるいは蛹になる直前の幼虫は終齢幼虫ともいう。また、成虫になる時の脱皮を特に羽化（うか）という。
幼虫の形態として、蟲児型、トビケラ科では亜蟲児型（Suberuciform）、ヒゲナガカワトビケラのような campodeiform、甲虫の幼虫のようなscarabaeiform、コメツキムシのようなelateriform、蛆虫のようなvermiformなどの分類がある。

## 完全変態と不完全変態
昆虫は一般に幼虫と成虫で形をかえる。これを変態という。
トビムシ目など原始的な昆虫では幼虫も成虫も翅を持たず、幼虫と成虫とはほとんど姿が変わらない。これを無変態や微変態という。
それ以外の昆虫では、幼虫は翅を持たないものの、成虫になると翅が現れる。この時、幼虫の体の表面に翅の芽が出ているものと、翅の芽が体内にあって外から見えないものがある。
前者では、例えばバッタのように、幼虫の胸部背面に小さな羽の形があり、成虫への脱皮の際に翅が大きく伸びる。また、このような昆虫では、幼虫は成虫の構造と比較的よく似ていることが多い。このような昆虫の変態を不完全変態という。
後者では、多くの場合、幼虫と成虫は形が大きく異なる。例えばチョウのように、幼虫の背中には全く翅の形は見えない。実際には体内に翅の芽があるが、それが外に出るのは、成虫になる脱皮のもう1つ前で、この時、成虫の体を小さくまとめたような形になり、しばらくは餌も取らず、ほとんど動かないで一定時間を過ごす。この時期のことを蛹（さなぎ）といい、このような昆虫の変態を完全変態という。
なお、英語では不完全変態昆虫の幼虫を「nymph（ニンフ）」、完全変態昆虫の幼虫を「larva（幼生）」と使い分ける。

### 不完全変態の場合

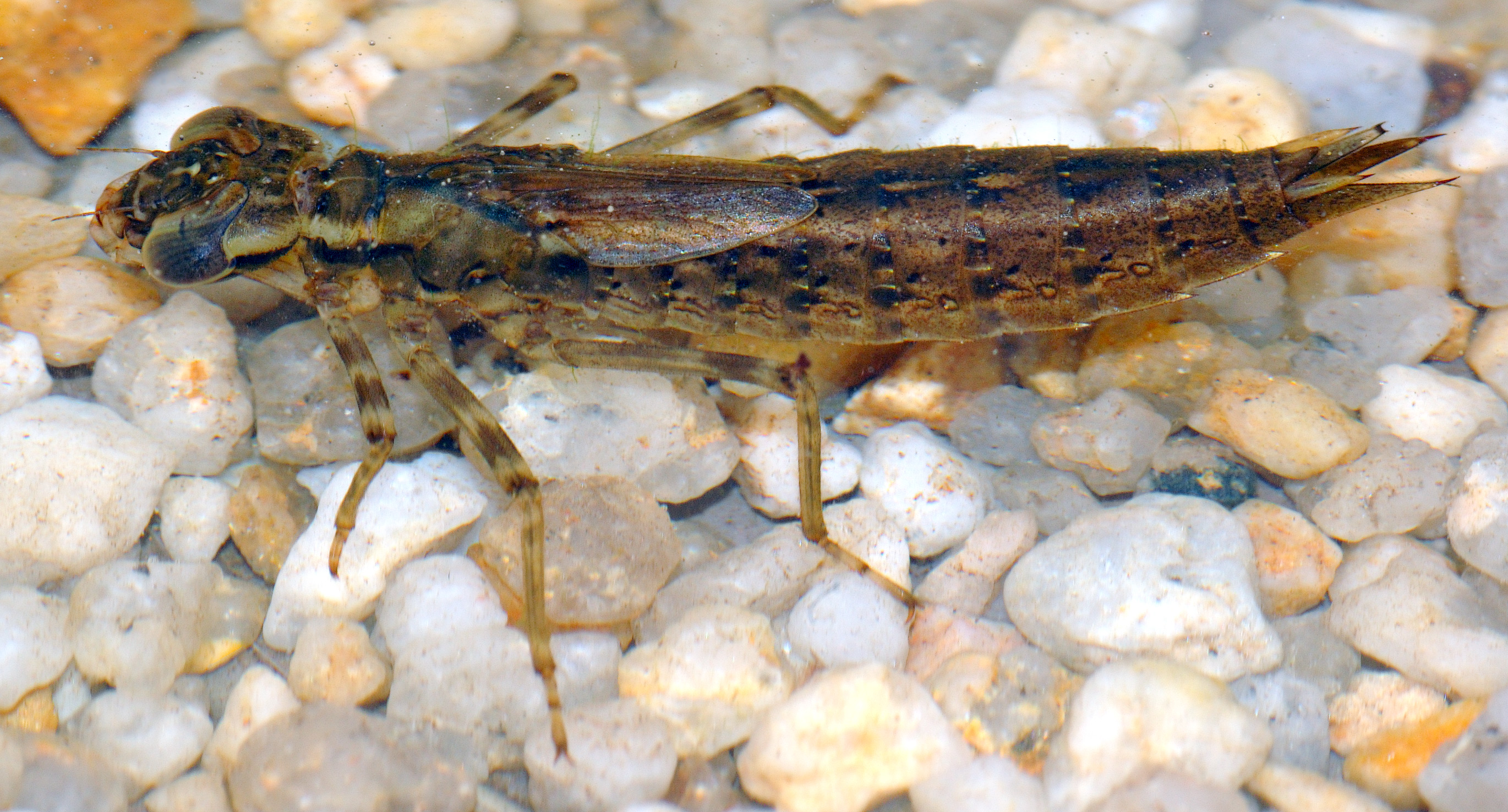
トンボ目ヤンマ科ルリボシヤンマ属 (Aeshna cyanea) のヤゴ

不完全変態の昆虫では、幼虫は成虫とほぼ同じ構造をもつ。したがって、例えばバッタのように、幼虫と成虫とが同じ生活をするものもある。しかし、不完全変態の昆虫のすべてで幼虫が成虫と同じ生活をするわけではなく、セミのように成虫は地上、幼虫は地中で生活するもの、トンボや、カゲロウのように成虫は陸生、幼虫は水中生活というものもある。幼虫が成虫とは異なる生活をする昆虫の幼虫は、成虫とは全く異なった生活をするために、例えばセミの幼虫の前足が強い鎌状になっていたり、トンボやカゲロウの幼虫が水中で呼吸するための仕組みを備えていたりと、幼虫が成虫にはない構造を持っているものもある。
不完全変態の昆虫における幼虫では、胸部背面に小さな翅の芽がある。この翅の芽は、幼虫の間は僅かずつ大きくなるだけで、成虫になる脱皮の時に急に大きくなる。例外はカゲロウ目のもので、水中生活の幼虫は羽化して空を飛ぶ姿になるが、もう一度脱皮して真の成虫になる。この、真の成虫になる前の姿を亜成虫という。

### 完全変態の場合

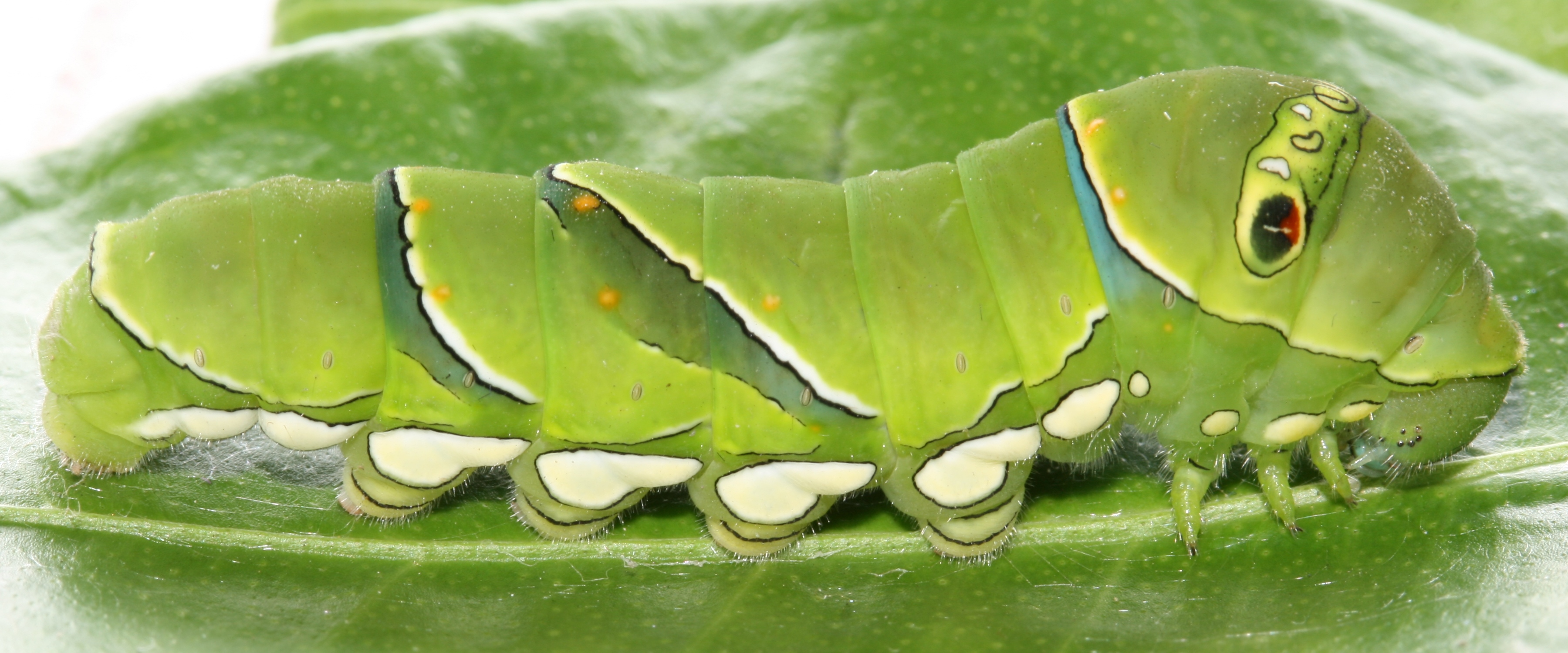
ミカン科の葉を食草とするアゲハチョウの幼虫

完全変態の昆虫では、幼虫は成虫の姿になるのが蛹の段階であり、この段階で体内の大改造を行うため、幼虫は、いわば成虫の形にこだわらない姿をしている。例えばチョウの幼虫であるイモムシなどは、摂食に特化し、それ以外の能力は最低限に削り落としたともいえる。あるいは、多くの昆虫では、細長く大きな腹部を幼虫が持っているので、この形態を昆虫の祖先の形質に近いものとみなす判断もある。また、その腹部を支えるために腹部やその末端に足のようなものを持つものも多い。
成虫にある、胸部の3対の付属肢は幼虫にもある場合が多いが、ハエのウジやハチの幼虫のように、それをも退化させているものもある。幼虫の運動性が低い種では、成虫が、産卵を幼虫の生活する場へ行うなど、一定程度、幼虫の保護に関与する行動をとるものが多い。
特殊なものとしては、幼虫の間にその姿を何度か大きく変えるものがある。例えばツチハンミョウは、ハナバチの巣に寄生する。ハチの巣にたどり着くのは一齢幼虫で、ハチの背に乗って餌にたどり着くためにしっかりした足を持っているが、たどり着いた後は足を失ってイモムシ状になる。このように、幼虫の中でも段階によって大きく姿を変えるものを過変態（かへんたい）ということがある。

#### ベルレーゼ説における幼虫の分類
ベルレーゼ説とは、昆虫の多様な幼虫の型を統一的に説明した説で、アントニオ・ベルレーゼによる。この説は実際の幼虫の型をよく説明し、過変態昆虫が二つ以上の型を経過することをうまく説明する。
昆虫の胚は、付属肢の原基がなく器官系も未完成な原肢期、ほとんどの分節に付属肢が確認できる多肢期、腹脚が尾角以外退化し、胸脚のみが残る少肢期の3期に区別される。
原肢型幼虫 (protopod larva)
膜翅目の寄生バチの第一幼虫に限ってみられる特殊な型。
非常に小さく、体節数も少ない。触角・口器は萌芽型で胸脚は未発達。腹部は未分化で分節、付属肢はともにない。気管系、神経系は未完成で消化管も貫通していない。また、胚が原肢期に達した程度で孵化してしまうため卵黄量が非常に少ないが、寄生して宿主の体液に浸っているため生存可能である。
かなり適応しているため、ケンミジンコに似たキクロプス型幼虫や3対の長い胸部突起をもつユーコイラ型幼虫など、形態的に多様である。
多肢型幼虫 (polypod larva)
体節ははっきりしていて、腹脚を持つ型。
体壁はあまり硬化せず、側気門式で触角や胸脚の発達は弱い。行動は不活発で、そのため食物の周辺に生活する。
ほとんどの鱗翅目、膜翅目のハバチ、長翅目のシリアゲムシなどにみられる、細長い円筒形で腹脚が発達しているものは芋虫型幼虫と呼ばれる。ただし、鱗翅目と長翅目の腹脚がそれぞれ形態学的に相同か不明。
少肢型幼虫 (oligopod larva)
鞘翅目、脈翅目に多くみられ、3対の胸脚と尾毛を持つ型。
多肢期を過ぎ、少肢期に至って孵化したものと考えられる。コムシ目に似た体形を持つため、その代表的な属、カンポデア属の名をとってカンポデア型幼虫とも呼ばれる。
毛翅目の幼虫も少肢型幼虫だが、体は肥大している。三爪幼虫のように活動的なものから、肢がかなり退化し芋虫型幼虫のようになったものまで生活様式に従っていろいろなものがみられる。
無肢型幼虫 (apodous larva)
双翅目や膜翅目の大部分が属する、胸部や腹部の運動付属肢（胸脚や腹脚）が退化している型。
胚期においても付属肢の萌芽は確認できないが、胸部の感覚突起が胸脚の痕跡と考えられ、上記少肢型幼虫の特殊化したものとみられる。マルハラコバチの一齢幼虫プラニディウムのように二次的に肢のようなものを生じ、よく歩行するものもいる。
双翅目のものは特に蛆とよばれ、ほかに鞘翅目、隠翅目、撚翅目（第二幼虫）などにもみられる。

## 特に名を持つ幼虫
次のようなものは、成虫とは別にその名で呼ばれるものである。
- イモムシ・ケムシ・シャクトリムシ : チョウ、ガの幼虫
- ウジ : ハエの幼虫
- ジムシ : コガネムシの幼虫
- ボウフラ : カの幼虫
- マゴタロウムシ : ヘビトンボの幼虫
- アリジゴク : ウスバカゲロウの幼虫
- ヤゴ : トンボの幼虫
- ザザムシ・いさご虫：トビケラの幼虫

## 関連画像

### 完全変態

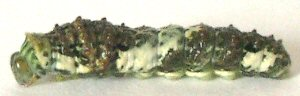
ナミアゲハの若齢幼虫
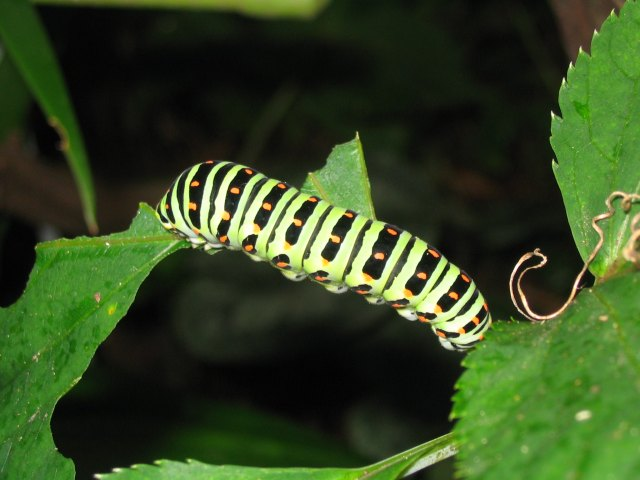
キアゲハの終齢幼虫
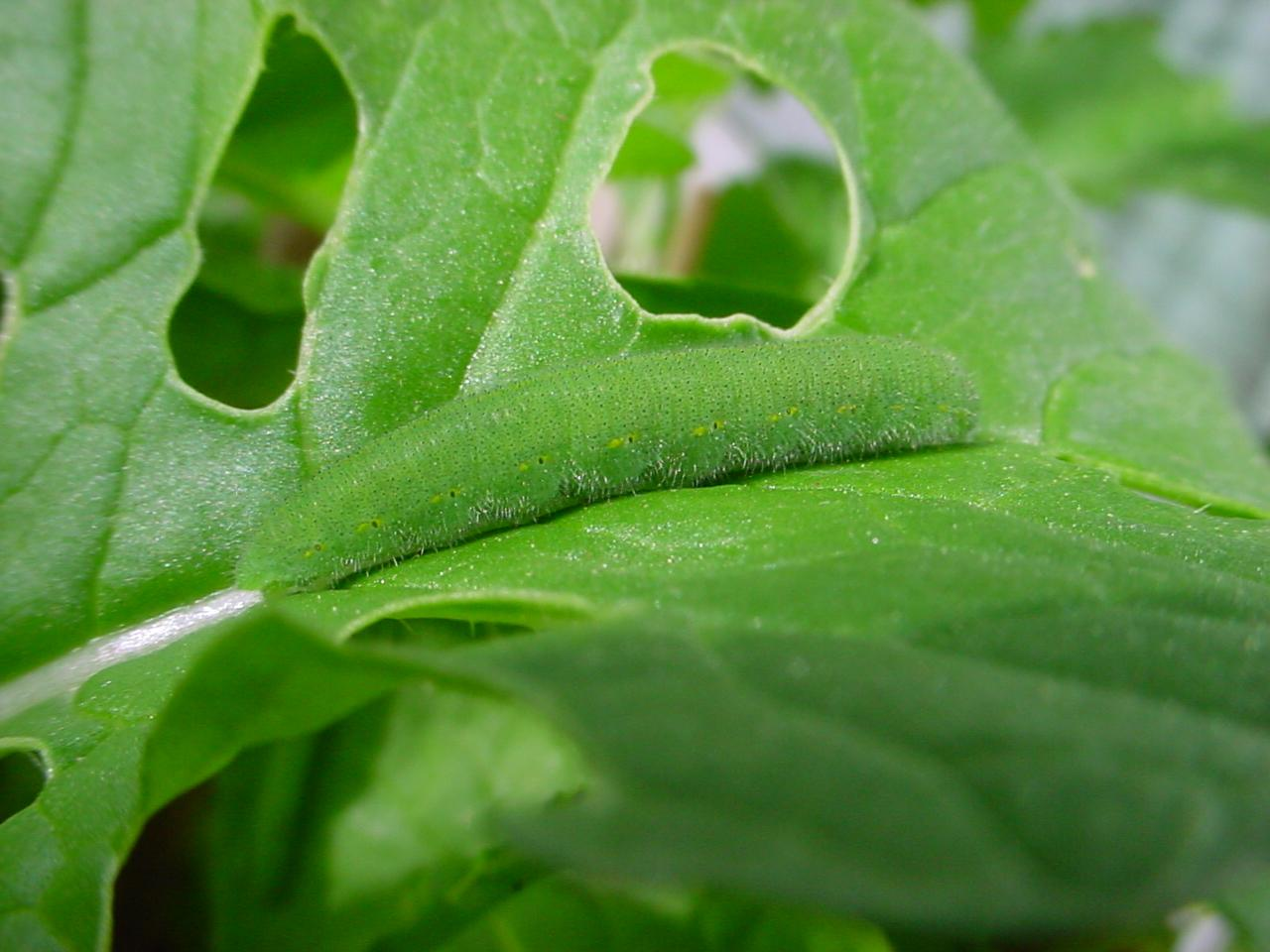
モンシロチョウの幼虫
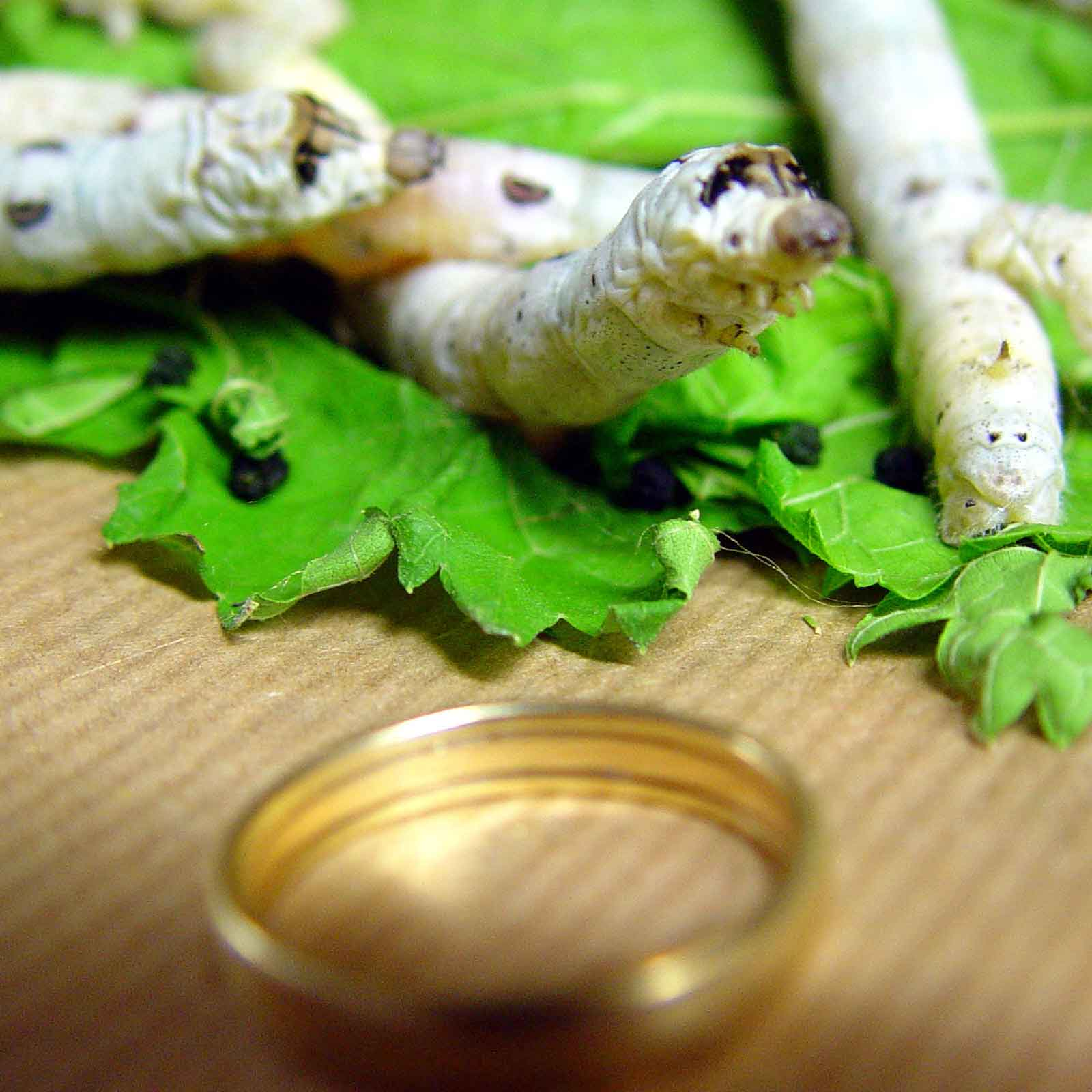
カイコの幼虫
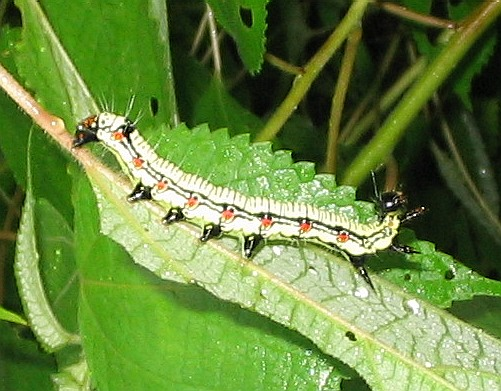
フクラスズメの幼虫
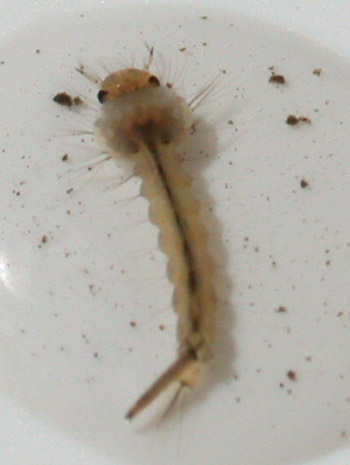
カの幼虫（ボウフラ）
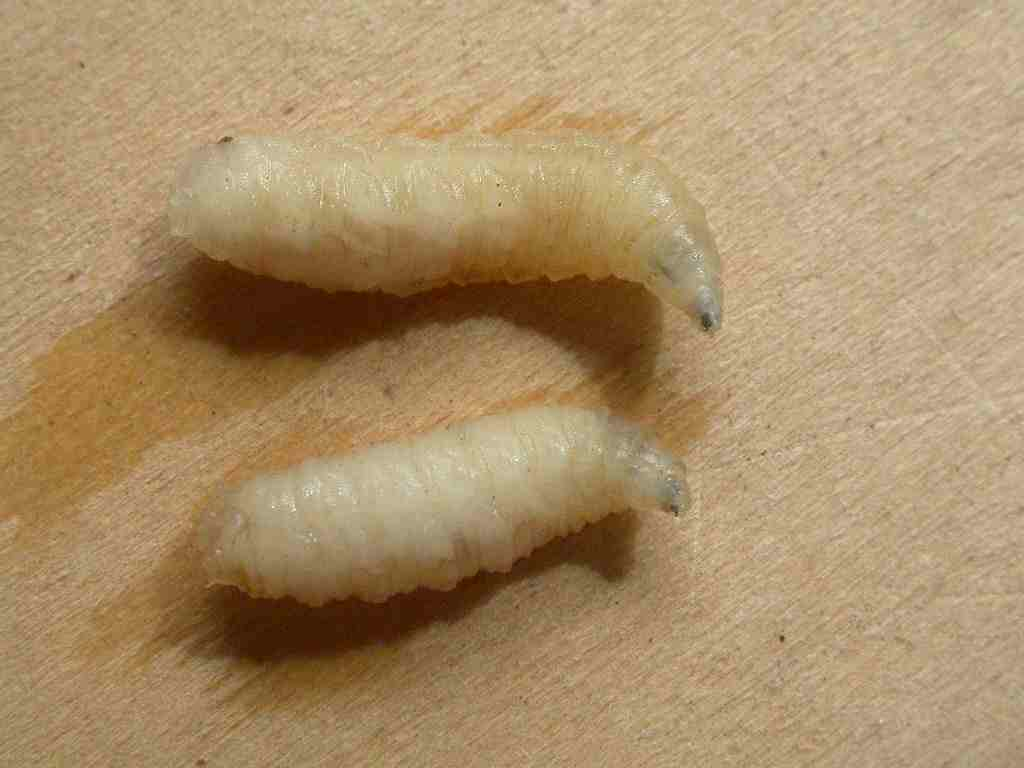
シリアカニクバエの幼虫（ウジ）
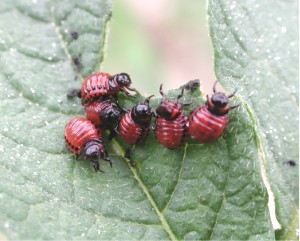
コロラドハムシの幼虫
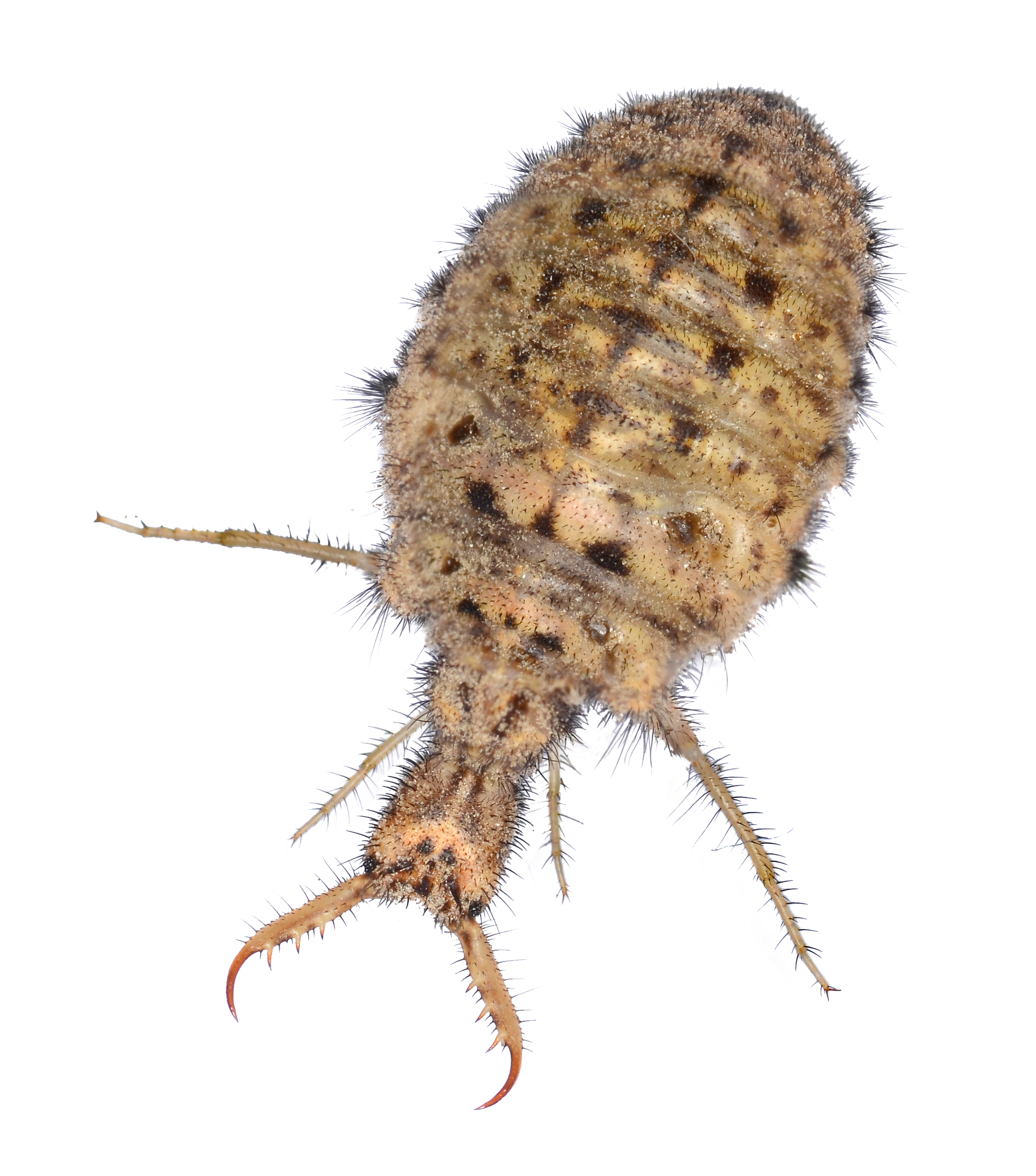
ウスバカゲロウの幼虫（アリジゴク）

### 不完全変態

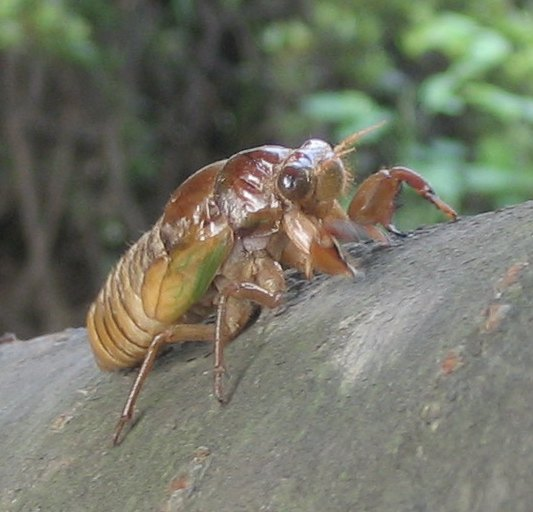
アブラゼミの幼虫